# Nationale Instelling voor Radioactief Afval en verrijkte Splijtstoffen
De Nationale Instelling voor Radioactief Afval en verrijkte Splijtstoffen of NIRAS (Frans: Organisme national belge des Déchets radioactifs et des Matières Fissiles enrichies of ONDRAF) is een overheidsinstelling die in 1980 door de Belgische overheid werd opgericht om het beheer van nucleair afval te organiseren op een veilige wijze voor milieu en bevolking. 

## Taken en diensten
Het NIRAS voert volgende taken uit:
- Het inventariseren van alle radioactieve stoffen en de producten ervan op Belgisch grondgebied
- Het opstellen en onderhouden van een beheersysteem voor de afvalstoffen
- De coördinatie bij het afbreken van stilgelegde nucleaire inrichtingen of installaties
- Het beheer van het afval in de bergingsplaatsen

## Belgoprocess
Voor de verwerking en opslag van radioactief afval heeft het NIRA een industriële dochteronderneming opgezet, Belgoprocess. Dit in Dessel gevestigd bedrijf staat in voor de tussentijdse opslag, en voor de sanering van sites. 